# Ганичева, Валерия Вадимовна
Валерия Вадимовна Ганичева (род. 28 декабря 1996 года, Волгоград) — российская гандболистка, выступающая на позиции полусредней.

## Биография
Воспитанница волгоградской гандбольной школы. Спортивную карьеру начала в гандбольном клубе «Динамо-Синара». В 2018 года перешла в клуб «Звезда», несмотря на предложение от черногорского клуба «Будучност». В 2021 году расторгнув контракт со «Звездой», перешла в тольяттинскую «Ладу». С которой два раза входила в финал Кубка России и становилась бронзовым призером чемпионата России. В 2023 году по истечении контракта «Ладой» перешла в «Ростов-Дон». Дебютировала за клуб 22 сентября против «Ставрополья».

## Достижения
- Финалистка Кубка России (2): 2020/21, 2022/23
- Бронзовый призер чемпионата России (1): 2021/22
- Победительница Открытого чемпионата Европы среди юниорок (1): 2014